# Sinuapa
Sinuapa (en Náhuatl: En el agua de los canarios) es un municipio del departamento de Ocotepeque en la República de Honduras.

## Toponimia
El nombre de Sinuapa significa en lengua mexicano "En el agua de los canarios", derivado de Xomotl -una especie de canarios-, cuya plumas empleaban los indios en sus vestidos.
Según el Mth. Juan M. Castro, otro probable origen del nombre sea la palabra española " Sinuoso", debido a sus calles sinuosas, o sin dirección específica.

## Límites
| Orientación | Límite                                           |
| ----------- | ------------------------------------------------ |
| Norte       | Municipio de Dolores Merendón, Ocotepeque        |
| Norte       | Municipio de Fraternidad, Ocotepeque             |
| Sur         | República de El Salvador                         |
| Este        | Municipio de La Labor, Ocotepeque                |
| Este        | Municipio de San Francisco del Valle, Ocotepeque |
| Este        | Municipio de Mercedes, Ocotepeque                |
| Oeste       | Municipio de Concepción, Ocotepeque              |
| Oeste       | Municipio de Ocotepeque, Ocotepeque              |

Está separada de Ocotepeque por el Río Sinuapa.

## Historia
En 1889, en la División Política Territorial de 1889 era un Municipio del Distrito de Ocotepeque.
En 1934, según Decreto No.48, se designa provisionalmente al Pueblo de Sinuapa, como Cabecera Departamental de Ocotepeque, debido a las inundaciones del Río Marchala, hasta el 14 de febrero de 1936 que se designó como Cabecera a Nueva Ocotepeque.

## División Política
Aldeas: 12 (2013)
Caseríos: 63 (2013)
| Código | Aldea                                           |
| ------ | ----------------------------------------------- |
| 141601 | Sinuapa                                         |
| 141602 | Cacalguapa                                      |
| 141603 | El Carrizal                                     |
| 141604 | El Moral                                        |
| 141605 | El Ocotillo                                     |
| 141606 | El Peñasco                                      |
| 141607 | El Tepescuinte (hoy denominado Nueva Esperanza) |
| 141608 | La Laborcita                                    |
| 141609 | Plan del Rancho                                 |
| 141610 | Valle de Mercedes                               |
| 141611 | Veracruz                                        |
| 141612 | El Portillo                                     |